# 下舍瑙
下舍瑙（德語：Unterschönau，發音：[ʊntɐˈʃøːnaʊ]）是德国图林根州施马尔卡尔登-迈宁根县曾经的一个市镇，与上舍瑙相邻，面积5.9平方千米，2017年12月31日人口为485人。2019年1月1日，下舍瑙所在的哈瑟尔格伦德管理共同体解散，其与另外5个成员市镇并入市镇施泰因巴赫-哈伦贝格。